# سعود أبو محفوظ
سعود سالم علي أبو محفوظ (ولد في 15 ديسمبر 1952م بمدينة مأدبا) هو سياسي أردني، وعضو مجلس النواب الأردني الثامن عشر،  وأحد قيادات جماعة الإخوان المسلمين في الأردن والرئيس السابق للائتلاف العالمي لنصرة القدس وفلسطين، عضو سابق في مجلس إدارة مؤسسة القدس الدولية، مدير عام صحيفة السبيل سابقاً.

## حياته
حاصل على درجة البكالوريس في اللغة الإنجليزية من الجامعة المستنصرية في بغداد. وعمل مدير عام صحيفة السبيل اليومية، وعمل قبلها مدرسا للغة الإنجليزية في وزارة التربية والتعليم الأردنية لمدة 20 عاماً.

## نشاطاته

### في المجال السياسي
1. عضو في مجلس النواب الثامن عشر [1]
2. عضو المكتب التنفيذي لجماعة الاخوان المسلمين في الأردن والنائب الثاني للمراقب العام [4]
3. أحد مؤسسي جبهة العمل الإسلامي
4. عضو المكتب التنفيذي لعدة دورات
5. رئيس لجنة القدس وفلسطين المركزية في الحزب (سابقاً)

### في المجال الاجتماعي والخدمي
1. أحد مؤسسي جمعية المحافظة على القرآن
2. أحد مؤسسي جمعية العفاف
3. أحد مؤسسي جمعية الهلال الأخضر
4. أحد مؤسسي جمعية بئر السبع الإسلامية
5. عمل مديراً لجمعية الهلال الأخضر الاغاثية

### في المجال الثقافي
1. أحد مؤسسي المؤتمر الشعبي للدفاع عن القدس.
2. عضو مجلس إدارة مؤسسة القدس الدولية
3. عضو الأمانة للشبكة العالمية للمؤسسات العاملة للقدس.

## الوصلات الخارجية
مقابلة برنامج الشريعة والحياة قناة الجزيرة الفضائية: http://www.aljazeera.net/Channel/archive/archive?ArchiveId=91154
مقالة منشورة في صحيفة السبيل اليومية: http://www.assabeel.net
محاضرة في ملتفى القدس - الرياض http://www.youtube.com/watch?v=-KPAaelpArY]
مقابلة مع موقع مدينة القدس http://www.alquds-online.org/index.php?s=24&id=633]